# Holmes Beach
Holmes Beach es una ciudad ubicada en el condado de Manatee en el estado estadounidense de Florida. En el Censo de 2010 tenía una población de 3.836 habitantes y una densidad poblacional de 775,44 personas por km².

## Geografía
Holmes Beach se encuentra ubicada en las coordenadas 27°30′38″N 82°42′56″O / 27.51056, -82.71556. Según la Oficina del Censo de los Estados Unidos, Holmes Beach tiene una superficie total de 4.95 km², de la cual 4.34 km² corresponden a tierra firme y (12.36%) 0.61 km² es agua.

## Demografía
Según el censo de 2010, había 3.836 personas residiendo en Holmes Beach. La densidad de población era de 775,44 hab./km². De los 3.836 habitantes, Holmes Beach estaba compuesto por el 97.58% blancos, el 0.13% eran afroamericanos, el 0.44% eran amerindios, el 0.73% eran asiáticos, el 0% eran isleños del Pacífico, el 0.44% eran de otras razas y el 0.68% pertenecían a dos o más razas. Del total de la población el 2.71% eran hispanos o latinos de cualquier raza.